# Atractaspis fallax
Espèce
Atractaspis fallax est une espèce de serpents de la famille des Lamprophiidae. 

## Répartition
Cette espèce se rencontre :
- en Éthiopie ;
- au Kenya ;
- en Somalie.

## Description
C'est un serpent venimeux.

## Publication originale
- Peters, 1867 "1866" : Eine vorläufige Übersicht der aus dem Nachlass des Baron Carl von der Decken Stammenden und auf seiner Ostafrikanischen Reise gesammelten Säugethiere und Amphibien. Monatsberichte der Königlichen Preussischen Akademie der Wissenschaften zu Berlin, vol. 1866, p. 884-892 (texte intégral).